# Nanou (Burkina Faso)
Pour les articles homonymes, voir Nanou.
Nanou est une commune rurale située dans le département de Boromo de la province des Balé dans la région de la Boucle du Mouhoun au Burkina Faso.

## Éducation et santé
La commune accueille un centre de santé et de promotion sociale (CSPS).